# عبد الله المستعصم بالله
أمِيرُ اَلْمُؤْمِنِين وَخَلِيفَةُ المُسْلِمِين الشَّهيد أبُو عَبدَ المجيد عَبدُ الله المُسْتَعْصِم بالله بن مَنْصُور المُسْتَنْصِر بن مُحَمَّد الظَّاهِر بن أحمَد النَّاصِر بن الحَسَن المُسْتَضِيء العبَّاسِيُّ الهاشِميُّ اَلْقُرَشِيِّ (609 - الرَّابِع عَشَر من صَفَر 656 هـ / 1211 - العُشْرُون من فَبْراير 1258 م)، المعرُوف اختصارًا باسم المُسْتَعْصِم أو المُسْتَعْصِم بالله، هو الخليفة السَّابِع والثَّلاثُون والأخير من خُلفاء بَني العبَّاس بعد أن سَقَطت الخِلافَة العَبَّاسِيَّة على يد المَغُول.
كان آخر خليفة عباسي في بغداد. حكم بين عامي 1242 و1258 بعد أبيه المستنصر بالله. في عام656 هـ /1258، غزا المغول الدولة العباسية تحت قيادة هولاكو خان. بعد أن سقطت بغداد في أيديهم، أعدم هولاكو المستعصم بعد أن قام مؤيد الدين بن العلقمي بمساعدة المغول في خطتهم حيث استطاع بحكم منصبه كوزير دولة أن يحث على صرف جيش المستعصم بذريعة أمن البلاد والعباد، وبسبب جهل المستعصم صرف الجيش ولم يَبْقَ في آخر أيامه إلا عشرة آلاف مقاتل، مما كان سببًا في دخول جيش هولاكو بغداد وقتل مليون وثمانمئة ألف مسلم، وقُتِل المستعصم وانتهت الخلافة العباسية بسقوط بغداد.

## غزو بغداد

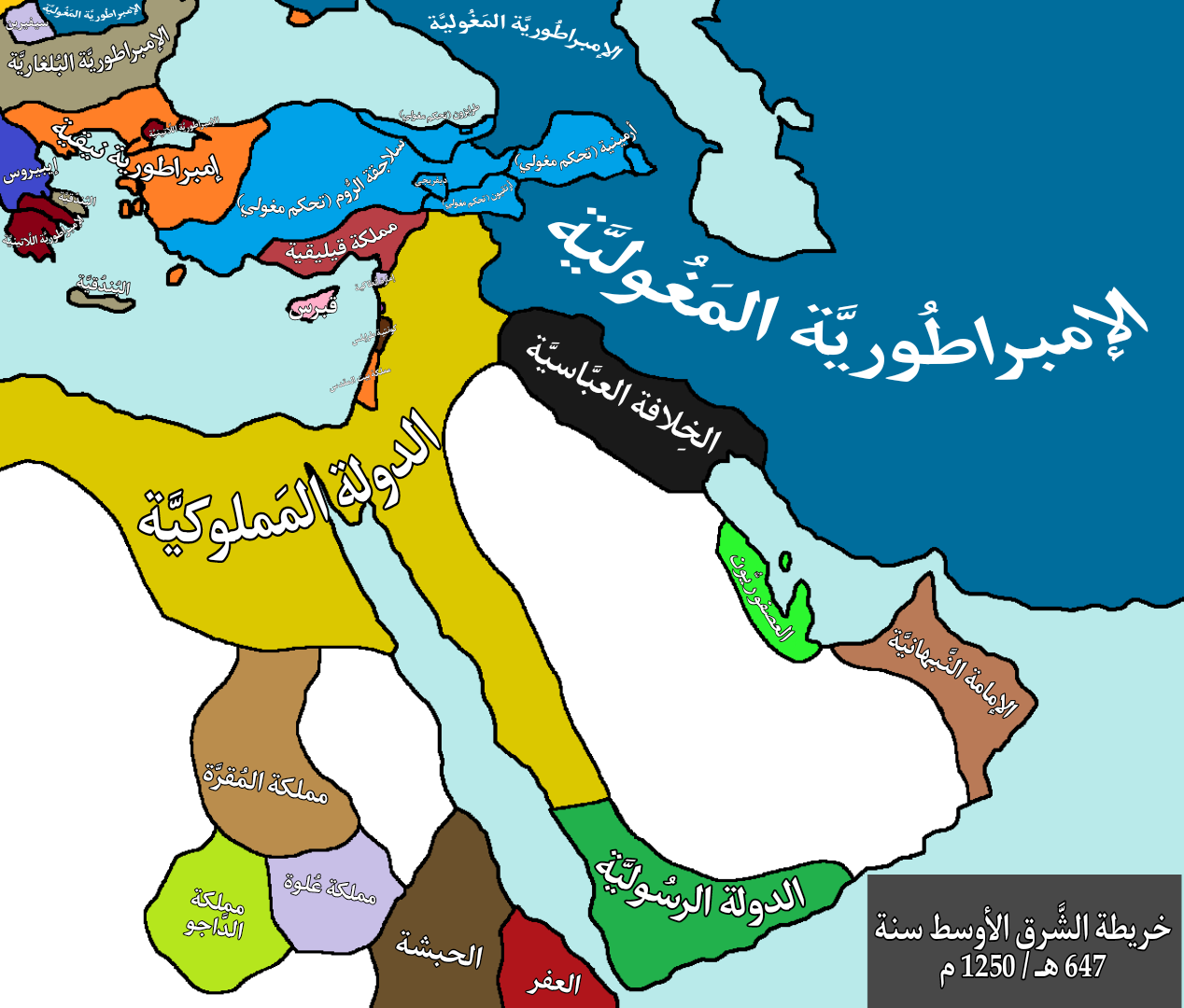
خريطة الشَّرق الأوسط سنة 647 هـ / 1250 م، أيّ قبل ثمانية سنوات من سُقوط بَغْدَاد، ويظهر وصُول حُدود الإمبراطوريَّة المغُوليَّة إلى جوار الخِلافة العبَّاسيَّة بعد إسقاطها للدَّولة الخوارزميَّة، والدَّولة الزَّنْكِيَّة، والعديد من الإمارات والممالك في اجتياحها الكبير آنذاك.

أرسل ابن العلقمي إلى هولاكو قائد المغول يشير عليه باحتلال بغداد فزحف هولاكو سنة (656هـ) وخرجت إليه عساكر المستعصم فلم تثبت طويلًا، ودخل هولاكو بغداد. جمع ابن العلقمي سادات وعلماء بغداد إلى هولاكو حيث قتلهم جميعًا، وأبقوا على الخليفة المستعصم إلى أن دلهم على مواضع الأموال ثم قتلوه، وكان قتله على يد المغول سنة (656هـ). وبموته انقرضت دولة بني العباس في العراق. وأصبح ابن العلقمي وزيرًا عند هولاكو وحاكمًا في بغداد ولم يدم حكمه طويلًا حيث توفي بعدها بأشهر.
وذكر ابن كثير في كتابه البداية والنهاية (13/ 201) قوله: وأوهم - يعني ابن العلقمي - الخليفة وحاشيته أن ملك التتار يريد مصالحتهم وأشار على الخليفة بالخروج إليه والمثول بين يديه لتقع المصالحة على أن يكون نصف خراج العراق لهم ونصفه للخليفة، فخرج الخليفة إليه في سبعمئة راكب من القضاة والفقهاء والأمراء والأعيان.
وهكذا تم أسر الخليفة وقتله بناءً على نصيحة ابن العلقمي لهولاكو.
كما ذكر ابن كثير في البداية والنهاية (13/ 201): وقال الوزير ابن العلقمي: «متى وقع الصلح على المناصفة لا يستمر هذا إلا عامًا أو عامين، ثم يعود الأمر إلى ما كان عليه قبل ذلك»، وحسَّنوا له قتل الخليفة.
يقول شيخ الإسلام ابن تيمية في كتابه منهاج السنة (5/ 155) عن ابن العلقمي: وكان وزير الخليفة ببغداد الذي يقال له ابن العلقمي منهم -يعني فلم يزل يمكر بالخليفة والمسلمين ويسعى في قطع أرزاق عسكر المسلمين وضعفهم، وينهى العامة عن قتالهم -يعني التتار- ويكيد أنواعًا من الكيد.

## كيفية دخول بغداد
سار هولاكو مع أكبر جيش مغولي تم تجهيزه على الإطلاق، واستطاع أن يخضع قبيلة اللُر بسهولة، ومن خلال سمعته الرهيبة استطاع أن يجعل الحشاشين يستسلمون إليه ويسلمونه قلعتهم (قلعة ألموت) دون قتال.
في يوم الجمعة 1 فبراير 1258 هدم المغول برج العجمي ويوم الاثنين تسلق المغول السور الذي كان هولاكو واقفًا أمامه وقتلوا العساكر البغدادية الذين كانوا واقفين فوقه. وفي المساء أصبحت جميع الأسوار الشرقية في أيدي المغول. أمر هولاكو بعمل جسر ونصب مجانيق وأن لا يسمحوا لأي أحد في الهرب بالمراكب. فلما حاول مجاهد الدين أيبك الدويدار الصغير الهرب بالمراكب ضربته العساكر بالمنجنيق والسهام وقوارير القطران وأخذوا ثلث المراكب واضطر مجاهد الدين للرجوع إلى بغداد.
كان هولاكو قد وضع نصب عينيه الاستيلاء على بغداد منذ زمن طويل، فقد كانت هدفًا لحملته الرئيسية. وتعلل برفض الخليفة العباسي المستعصم بالله إرسال إمدادات عسكرية إليه لتنفيذ رغبته. وقد أرسل إلى الخليفة رسالة يدعوه فيها إلى هدم حصون وأسوار بغداد، وأن يردم خنادقها، وان يأتي إليهِ بشخصهِ ويسلم المدينة له، وأوصاه أن يستجيب حتى يحفظ كرامته، وإن لم يستجب، فسيحل بأهله وبلاده الدمار والخراب.
«عندما أقود جيشي الغاضب إلى بغداد، سأقبض عليك سواء اختبأت في الجنة أو في الأرض. سأحرق مدينتك وأرضك وشخصك. إذا كنت حقًّا تريد حماية نفسك وعائلتك الموقرة، اسمع نصيحتي، وإن أبيت ذلك فسترى مشيئة الله فيك.»

## محاولة تشويه سيرته
بمجرد أن وُوري جثمان الخليفة الثرى، حتى بدأت حملة منظمة أريد بها تشويه صورته ومسيرته في أعين الناس، فاتُّهِم بالاستبداد، مع أن مكمَن ضعفه ركونه إلى آراء مشاوريه (غير الأكْفاء)، وبلغ برشيد الدين فضل الله الهمذاني المؤرخ الرسمي للمغول إلى القول بأن عدد نسائه بلغ سبعمئة زوجة وسَريّة وألف خادمة، بينما يذكر مؤرخ بغدادي واسع الاطلاع ومعاصر هو ابن أنجب الساعي أنه «كان له جاريتان قبل الخلافة، له من إحداهما ثلاثة بنين وبنت، ومن الأخرى أربع بنات، فلما أفضت الخلافة إليه لم يتغير عليهما ولا أغارهما بل راعهما حفظًا لعهدهما، ثم طلبت منه أم البنين أن يعتقها ويتزوجها ففعل ذلك، فلما ماتت استجد بأخرى وحَظيت عنده فلم يعترض بغيرها وجاء منها بولد ذكر، وطلبت منه أيضًا أن يعتقها ويتزوجها ففعل ذلك، هذا فيما يرجع إلى حسن العشرة وحفظ العهد ومراعاة الصحبة والوفاء». فانظر إلى مدى تجاوز الاتهام كل حدود المعقول وقِس على ذلك كثيرًا مما سواه من الاتهامات التي كيلت إلى هذا الخليفة.
ويكفي أن نسوق هنا شيئًا مما نقله ابن قنيتو الإربِلي عن ابن الساعي، لنتبين بعض مزاياه وفضائله، يقول: "وأما سيرته فكان فيه أوصاف لم تجتمع في غَيره ممن مضى من آبائه وأجداده -رحمهم الله- فإنه كان حافظًا للقرآن المجيد، عاكفًا على تلاوته، مواظبًا على الصلوات في أوقاتها وصوم الاثنين والخميس من كل شهر، وصوم شهر رجب دائمًا، لا يُخِلّ بذلك مدة خلافته وقبل خلافته. وقال مؤرخ بغدادي معاصر أيضًا، هو ظهير الدين بن الكازروني "كان جميل الصورة حسن الوجه، كامل المحاسن، أسمر اللون، حسن العينين، مسترسل شعر الوجه، ظاهر الحياء، كثير التلاوة للقرآن المجيد، صالحًا دينًا لا يتعرض بشيء من المنكر ولعله لم يَرَ صورته ولا يعرفه، وكان ليِّن الأكناف صالحًا دينًا شريف النفس كريم الطباع... صبر على الشدائد والأمور المستعصيات فإن عساكر المغول دهمته ونزل بين الكُشك العتيق والملكية في سابع عشر ربيع الآخر سنة اثنتين وأربعين وستمئة، فتلقاهم بعزم شديد ورأي سديد، وأخرج إليهم إقبالًا الشرابي بعسكر الديوان وثبت لهم إلى الليل، ثم لاحت لهم أمارة قوة عسكر بغداد فانهزموا ليلًا ولم يلاقوهم، وعادت عساكر بغداد منصورة محروسة من العدو ببركته". كان هذا قبل احتلال المغول بغداد سنة 656 فلما احتلت انقلب "عزمه الشديد" عند أولئك المؤرخين إلى عجز وتفريط و"رأيه السديد" إلى استبداد وعدم الاستماع إلى نصح الناصحين.

## صفاته

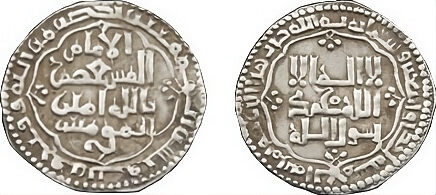
دينار ضرب في عهد المستعصم بالله عام 641هـ

كان كريمًا حليمًا سليم الباطن حسن الديانة. قال الشيخ قطب الدين: كان متدينًا متمسكًا بالسنة كأبيه وجده ولكنه لم يكن مثلهما في التيقظ والحزم وعلو الهمة، وكان للمستنصر أخ يعرف بالخفاجي يزيد عليه في الشجاعة والشهامة، وكان يقول: إن ملكني الله الأمر لأعبرن بالجيوش نهر جيحون وأنتزع البلاد من التتار وأستأصلهم فلما توفي المستنصر لم ير الدويدار والشرابي والكبار تقليد الخفاجي الأمر وخافوا منه، وآثروا المستعصم للينه وانقياده ليكون لهم الأمر فأقاموه، ثم ركن المستعصم إلى وزيره مؤيد الدين العلقمي فأهلك الحرث والنسل ولعب بالخليفة كيف أراد وباطن التتار وناصحهم وأطمعهم في المجيء إلى العراق وأخذ بغداد وقطع الدولة العباسية ليقيم خليفة من آل علي، وصار إذا جاء خبر منهم كتمه عن الخليفة ويطالع بأخبار الخليفة التتار إلى أن حصل ما حصل.
استدعى المستعصم وزيره ابن العلقمى، وقال له «ما تدبير أمرنا»، فرد عليه ابن العلقمى ببيت شعر يقول: «يظنون أن الأمر سهل وإنما... هو السيف حدت للقاء مضاربة».
تراجع الخليفة المستعصم عن موقفه فبعث بابنه وولي عهده إلى هولاكو لمفاوضته، فطلب هولاكو منهم إلقاء السلاح وخروج جيش الخليفة بأكمله من بغداد إلى معسكر المغول بدون سلاح، وهناك حنث هولاكو بوعده وقام بقطع رؤوس عشرات الألوف من الضباط والجنود على مرأًى من سكان بغداد وولي العهد المعظم.
دخل هولاكو بغداد فوجد حوضًا من الذهب الأحمر الخالص في ساحة القصر.. يقول المؤرخ الهمذانى: «وقصارى القول أن كل ما كان خلفاء بني العباس قد جمعوه خلال خمسة قرون وضعه المغول بعضه فوق بعض فكان كجبل على جبل».

## مقتله

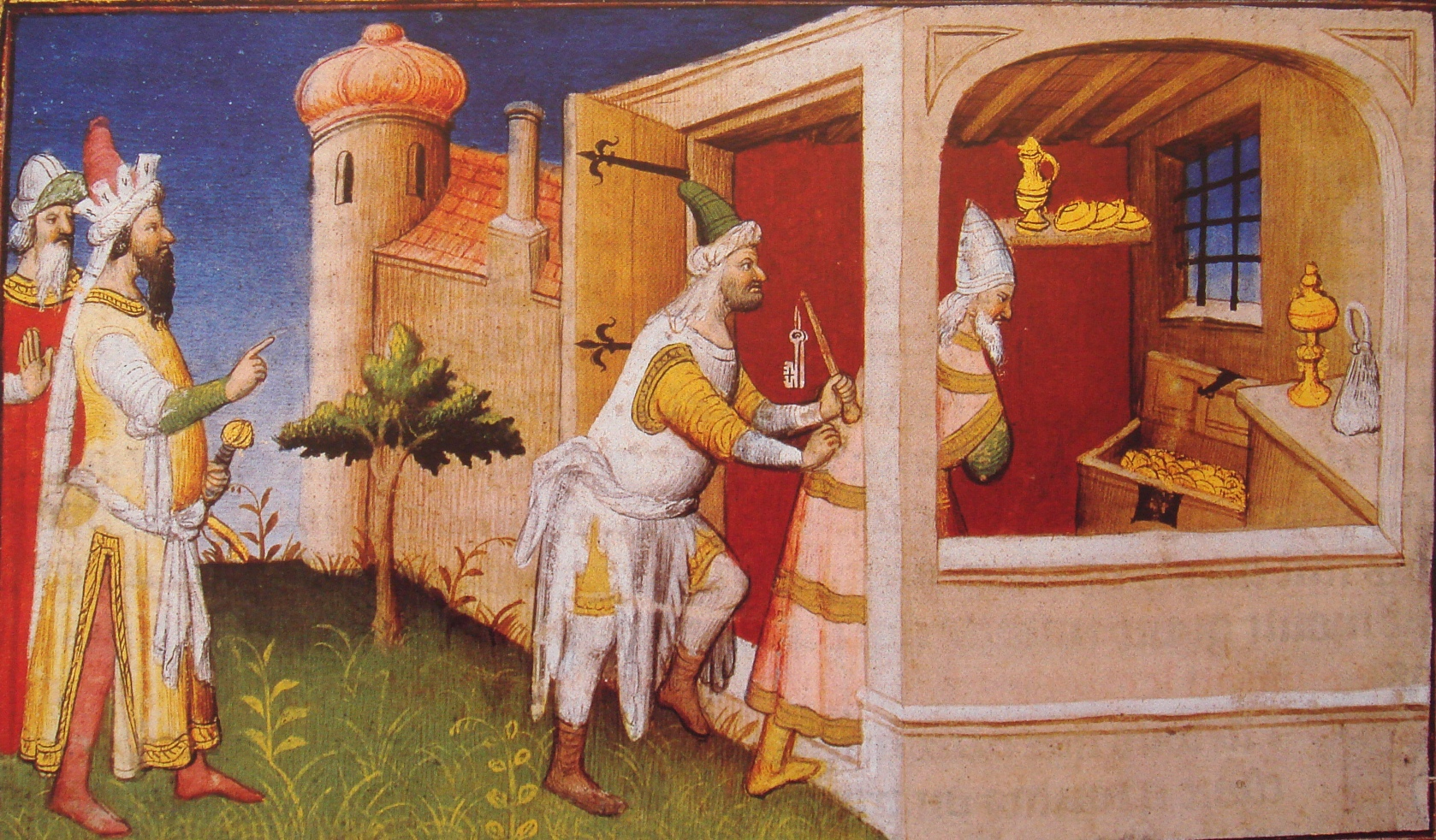
هولاكو يسجن المستعصم مع كنوزهِ حتى يموت جوعًا

اتخذ أحد قُواد المغول مقرّ معسكره بإزاء باب كَلْوَذَا الذي هو اليوم في منطقة الباب الشرقي، وجيء بالمستعصم إلى ذاك المعسكر. وعندما قبض هولاكو على الخليفة قيل لهُ إنه لو قتله وأريقت دماؤه على الأرض فسيحدث كوارث عظيمة فأمر هولاكو بأن يوضع الخليفة في جلد بقر وأن يضرب بداخله حتى يموت.[بحاجة لمصدر]
وكان يوم مقتلهِ يوم الأربعاء 14 صفر وقد أخذه المغول أسيراً وكانوا يهابون قتلَه أولًا ثم هون عليهم ابن العلقمي والنصير الطوسي قتلَه، فقُتل رفساً وقيل بل خنق وقيل بل أغرق، ولا يعلم حقيقة كيف كان قتلُه وعفي قبره، وكان عمرهُ يومئذ 46 سنة وأربعة أشهر، ومدة خلافتهِ 15 سنة وثمانية أشهر، وبمقتلهِ انتهى عصر الدولة العباسية.

## ضريح المستعصم بالله
مسجد المستعصم يعتبر من مساجد بغداد الأثرية، ويقع هذا المسجد قريبًا من شارع عشرين في حي الأعظمية، في محلة النصة، وهو يحوي قبر الخليفة المستعصم بالله بن المستنصر الهاشمي العباسي من خلفاء الدولة العباسية، الذي ولد عام 609 هـ، وتوفي عام 656 هـ، حيث أجريت عملية تنقيب في موقعهِ عام 1993م، ولقد عثر المؤرخ عماد عبد السلام رؤوف على شاهد القبر وجرى تجديد المرقد والمسجد وبنائه عام 1426هـ/2005م، وتبلغ مساحة البناء 1000م2، ومساحة حرم الجامع 300م2، وبني مبنى المسجد بعمارة حديثة، وأعيد بناء المقام وبني له غرفة خلف الحرم يفصل بينه وبين الحرم بساحة طارمة كما بني في المسجد غرفة للإمام ومرافق منوعة بأسلوب حديث، ويتسع المسجد لأكثر من مئتي مصل، وتقام فيهِ حاليًا الصلوات الخمسة فقط.